# Crinum firmifolium
Crinum firmifolium är en amaryllisväxtart som beskrevs av John Gilbert Baker. Crinum firmifolium ingår i släktet Crinum, och familjen amaryllisväxter. Inga underarter finns listade i Catalogue of Life.